# Gambetta (metrostation)
Gambetta er en station i Paris metro som åbnede 1905. Stationen er opkaldt efter Place Gambetta som selv er opkaldt efter Léon Gambetta. To linjer trafikerer stationen, linje 3 samt den korte linje 3bis. I 1969 blev stationen Martin Nadaud, som lå 232 meter vest for Gambetta, lukket og dele af stationen blev integreret med Gambetta. 1971 fik linjen til Porte des Lilas et nyt navn, 3bis, og blev adskilt fra den tidligere linje 3. Samme år blev linje 3 forlænget til nye endestation Gallieni.
48°51′53″N 2°23′54″Ø / 48.86472°N 2.39833°Ø